# C/1971 E1 Toba
La Cometa Toba, formalmente indicata C/1971 E1 (Toba), è una cometa non periodica. La cometa è stata scoperta dall'astrofilo giapponese Kenji Toba da Tsuchiura, prefettura di Ibaraki (Giappone).